# 비켄주

비켄주의 위치

비켄주(노르웨이어: Viken fylke)는 노르웨이 동부에 위치했던 폐지된 주이다. 주도는 오슬로, 드람멘, 사릅스보르그, 모스이며 면적은 24,592.59 km2, 인구는 1,213,354명(2019년 기준)이다. 남쪽으로는 베스트폴오그텔레마르크주와 북해, 서쪽으로는 베스트란주, 북쪽으로는 인란데주, 동쪽으로는 스웨덴과 국경을 접한다. 51개 지방 자치체를 관할했다.
2020년 1월 1일, 아케르스후스주와 부스케루주, 외스트폴주가 통합되어 설립되었으나, 2024년 1월 1일부로 폐지되고 기존의 3개 주가 재설립되었다.

비켄주의 문장